# Frederick Miller
Frederick Edward John Miller (nato Friedrich Eduard Johannes Müller; Riedlingen, 24 novembre 1824 – Milwaukee, 11 maggio 1888) è stato un imprenditore tedesco, naturalizzato statunitense.
Padre di 4 maschi e 2 femmine, è noto per essere stato il fondatore della Miller Brewing Company, società produttrice della birra omonima.

## Biografia
Appreso fin da giovane il mestiere di birraio a Sigmaringen, il 7 giugno 1853 sposò Josephine Miller a Friedrichshafen, nel Württemberg. Due anni più tardi, acquistò il birrifico di noto Riedlingen, noto come Plank Road Brewery, che divenne la sede della Miller Brewing Company.
Nel frattempo, la famiglia si era trasferita a New York, a New Orleans ed infine nel Wisconsin.
Miller possedeva anche un grande appezzamento di terreno, ubicato nella Contea di Baraga, nella Penisola Superiore del Michigan, del quale nel 1956 lo Stato rilevò 2.000 acri per unirli al demanio pubblico e creare il parco naturale di divertimenti chiamato Craig Lake State Park.
Alla morte di Josephine nell'aprile del 1860, Miller sposò Lisette Gross con la quale ebbe cinque figli, che non morirono prematuramente: Ernst, Emil, Federico II, Clara ed Elise. Clara sposò Carl A. Miller (non appartenente al ramo famigliare paterno), che era anch'egli immigrato tedesco. 

Miller morì di cancro nel 1888 all'età di 63 anni e fu sepolto nel cimitero del Calvario a Milwaukee. La compagnia passò così nelle mani dei tre figli e del genero Carl.

## Famiglia
La figlia minore Elise diede alla luce Harry G. John (1919–1992), presidente della compagnia dal '46 al '47 nonché fondatore della De Rance Corporation, la più grande organizzazione caritatevole cattolica dell'epoca esistente al mondo.
Il figlio di Clara Frederick, C. Miller (1906-1954), divenne un giocatore di football americano con la maglia dei Notre Dame Fighting Irish diretti da Knute Rockne, e, nel '47, succedette a John nella veste di presidente della compagnia del birrificio.
C. Miller morì a Milwaukee nel 1954 a seguito di un incidente aereo su un velivolo bimotore a nove posti convertito dalla Lockheed Ventura convertito, che era diretto a Portage la Prairie (Winnipeg) per una battuta di caccia dicembrina. Nell'impatto persero la vita anche il figlio Fred Jr. di 20 anni, oltre ai due piloti della compagnia, i fratelli Joseph e Paul Lair.